# Justizforum Hamburg

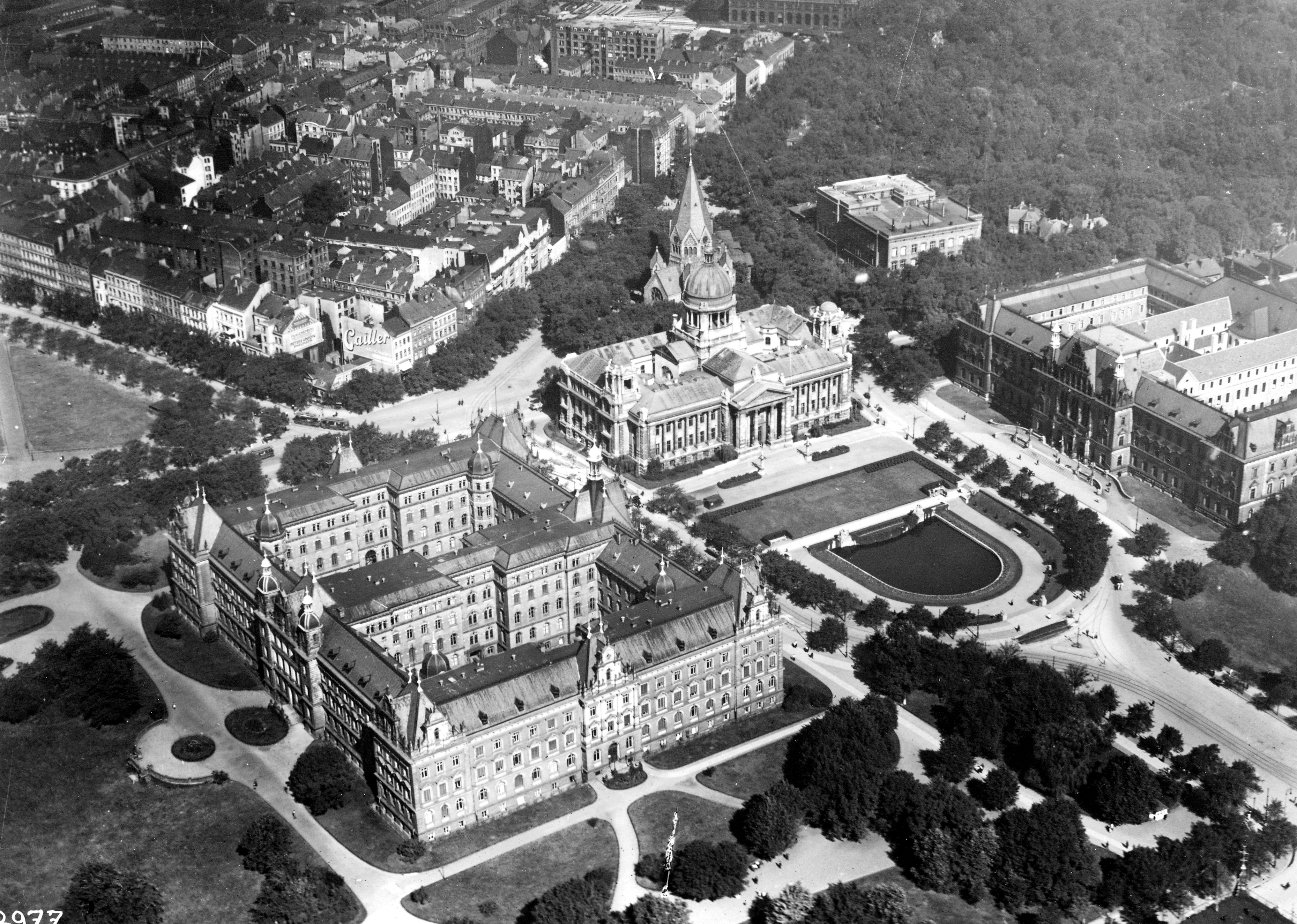
Schrägluftbild des Sievekingplatzes, um 1920: links Ziviljustizgebäude, rechts Strafjustizgebäude und mittig das Gebäude des Oberlandesgerichts

Das Justizforum ist ein Gebäudeensemble am Sievekingplatz in Hamburg in der Neustadt, in dem wichtige Gerichte des Bundeslandes untergebracht sind:
- Das Hamburgische Verfassungsgericht
- Das Hanseatische Oberlandesgericht
- Das Landgericht Hamburg
- Das Amtsgericht Hamburg

Es besteht aus drei U-förmig angeordneten Gebäuden um den Platz, der seit 1912 nach dem ersten Oberlandesgerichtspräsidenten Ernst Friedrich Sieveking benannt ist. Zuvor hieß er – zusammen mit dem heutigen Johannes-Brahms-Platz – Holstenplatz, benannt nach dem früher hier befindlichen Holstentor. Den Mittelpunkt der Anlage bildet das Oberlandesgericht, flankiert von den beiden einander gegenüberliegenden Bauten Ziviljustizgebäude und Strafjustizgebäude.

## Oberlandesgericht

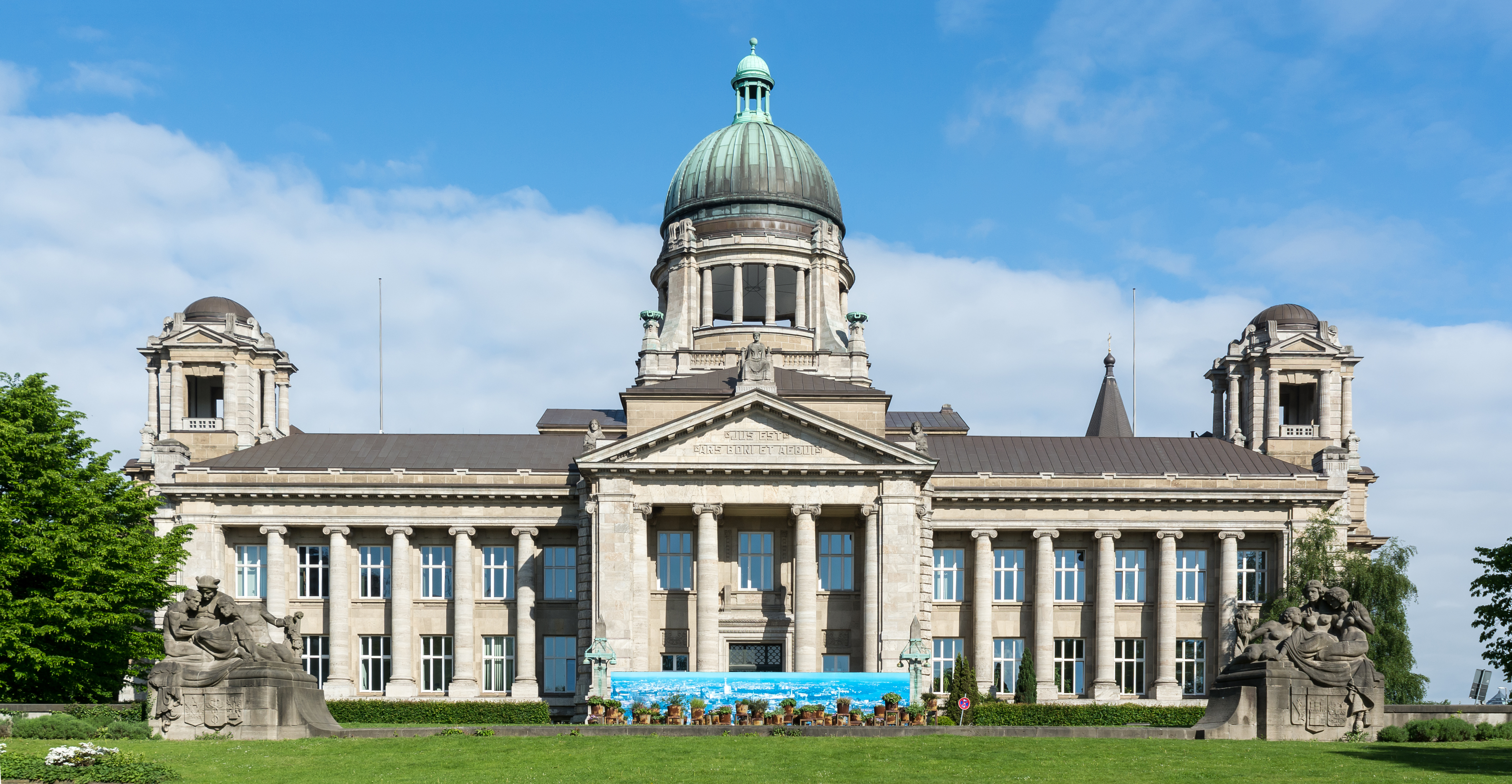
Hanseatisches Oberlandesgericht und Sitz des Verfassungsgerichts

Das Gebäude (Sievekingplatz 2, 20355 Hamburg) wurde von 1907 bis 1912 als Abschluss der Bauten am Sievekingplatz von den Architekten Lundt & Kallmorgen für das Hanseatische Oberlandesgericht errichtet, das gemeinsame Oberlandesgericht der drei Freien Hansestädte, das für Lübeck noch bis 1937 und für Bremen bis 1947 zuständig war. Neben dem Oberlandesgericht für den Stadtstaat Hamburg hat dort auch das Hamburgische Verfassungsgericht seinen Sitz.

### Fassade und Kuppel
An der Fassade befindet sich im Fries der Leitsatz für eine gute und gleiche Rechtsprechung:

„ius est ars boni et aequi“

Oberhalb des Frieses ist Justitia in der Gestalt einer Seherin dargestellt. An jeder Seite des Frieses befindet sich eine Sphinx-Figur als Symbol für die Gerechtigkeit. Die 52 Meter hohe Kuppel des monumentalen Bauwerks erhebt sich über der ausgedehnten Innenhalle, von der zwei Treppenaufgänge in das erste Stockwerk führen. Besonders prachtvoll gehaltene Räume sind Plenarsaal und Bibliothek im ersten Stockwerk.

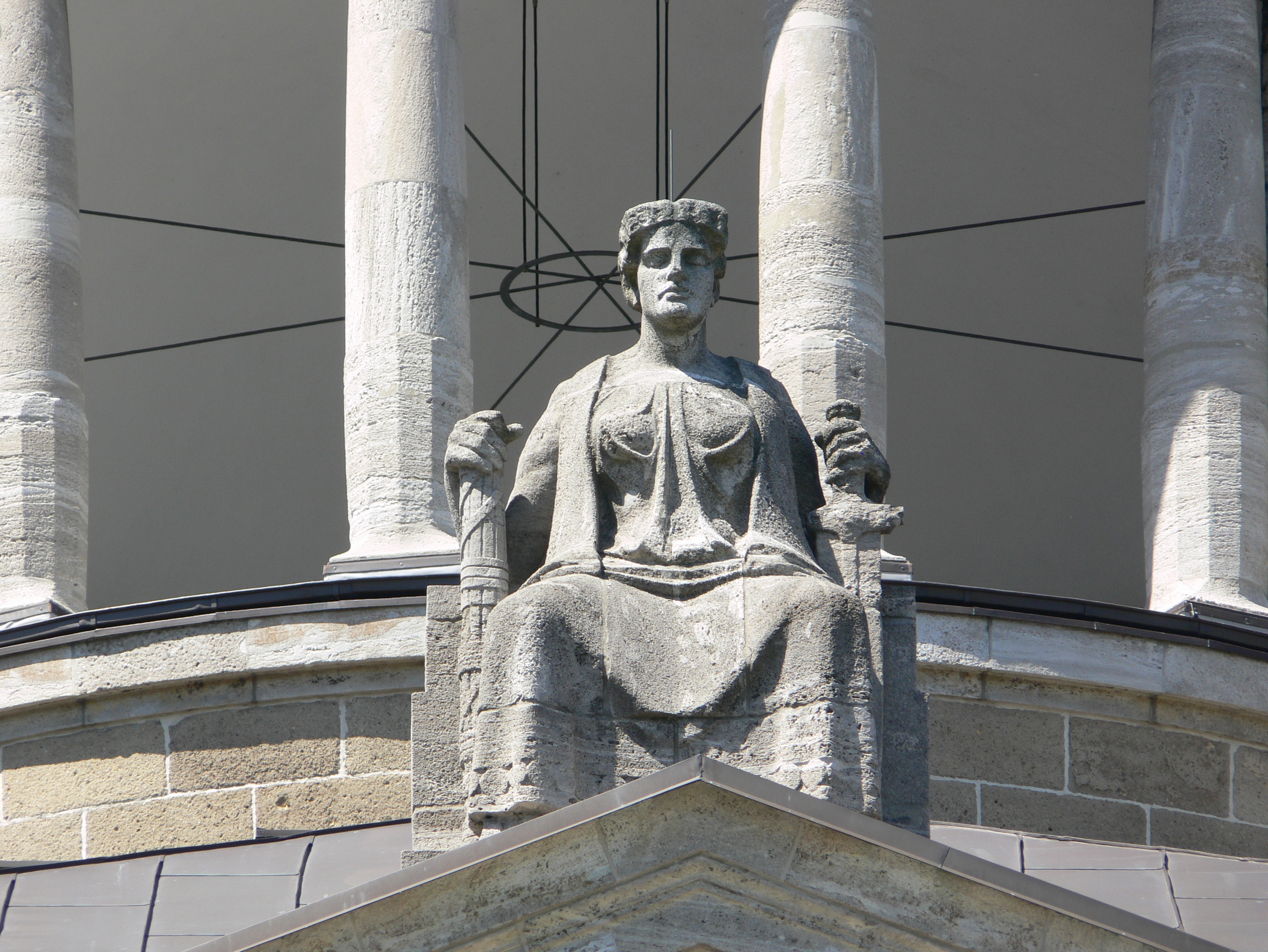
Justitia, Hanseatisches Oberlandesgericht
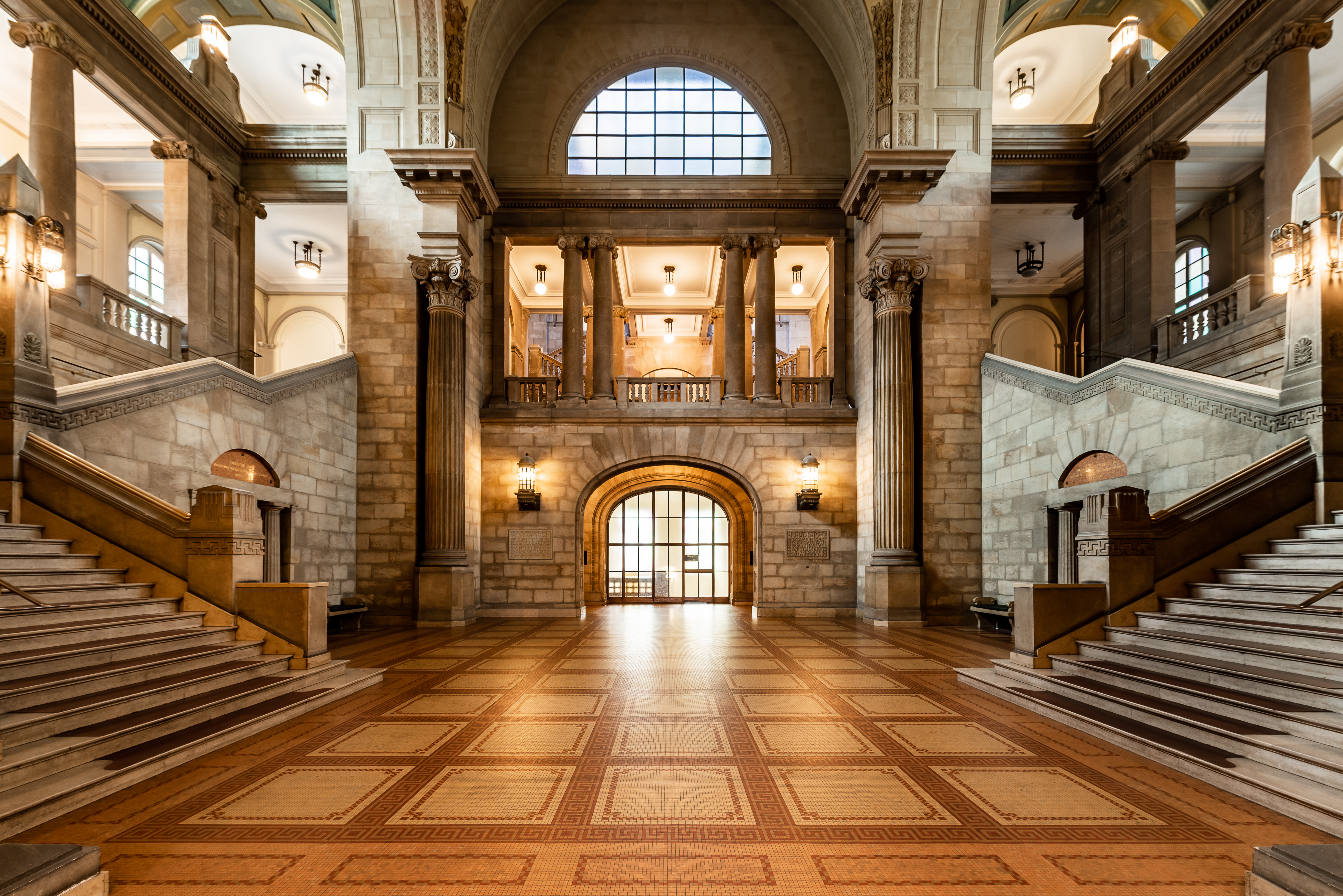
Treppenhaus, Hanseatisches Oberlandesgericht

### Mahnmal

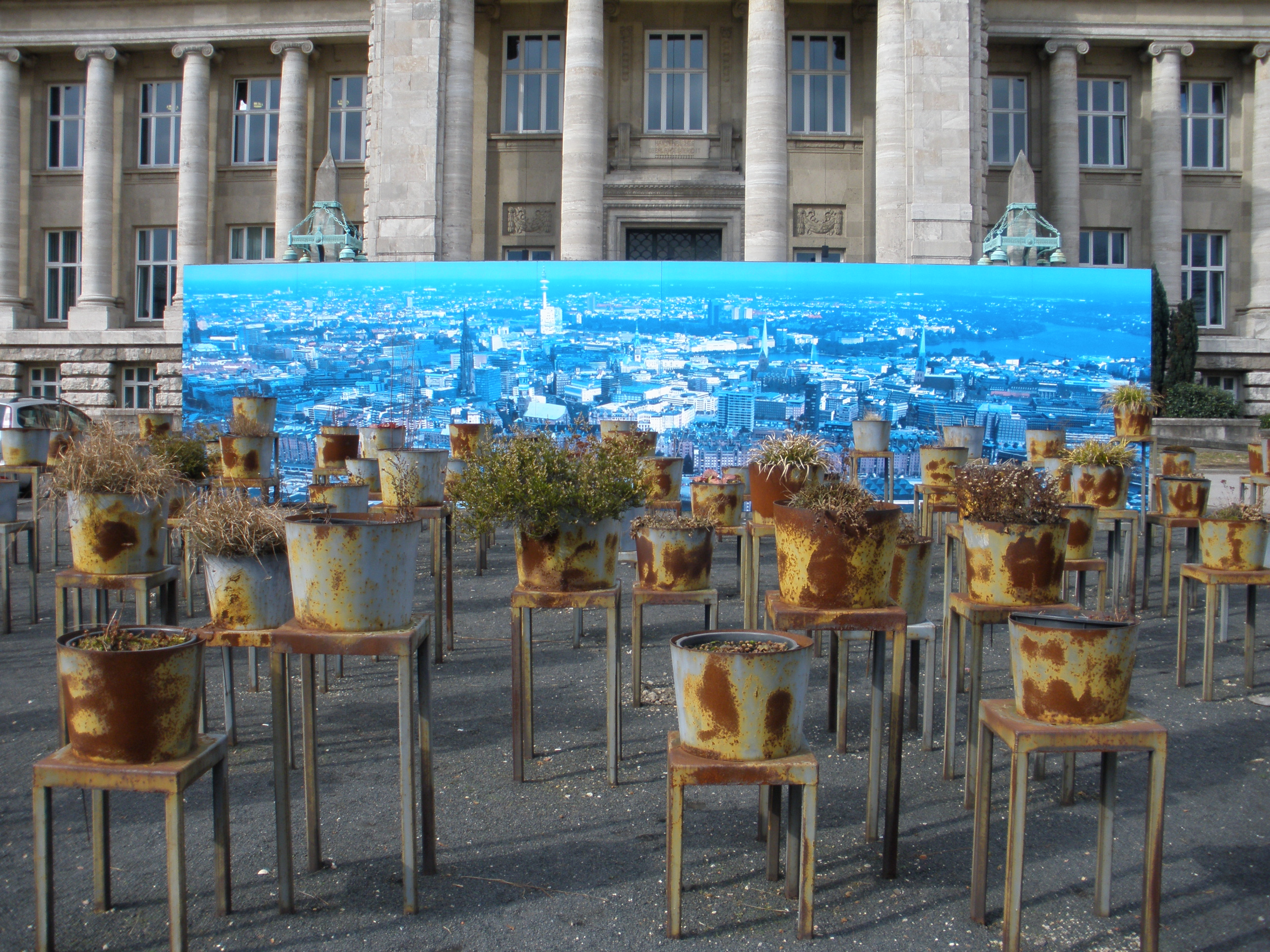
Mahnmal Hier + Jetzt

Eine unauffällige Gedenktafel links von der Eingangstür zum Oberlandesgericht erinnert an die Zeit des Nationalsozialismus:

„Wir gedenken der Opfer, die von 1933 - 1945 durch Richter und Staatsanwälte der Hamburger Justiz entrechtet, mißachtet, gequält, ihrer Freiheit beraubt und zu Tode gebracht worden sind.
Ihr Leiden ist unsere Mahnung.“

Beim Verlassen des Oberlandesgerichts fällt gegenüber dem Eingang eine große Zahl 1933 auf einer grauen Betonmauer ins Auge. Diese Mauer ist Teil des im Auftrag der Justiz- und der Kulturbehörde von der Künstlerin Gloria Friedmann 1997 vor dem Oberlandesgericht erstellten Mahnmals für die Justizopfer des Nationalsozialismus. Auf der anderen Seite der Betonmauer befindet sich eine farbige Großaufnahme Hamburgs. Davor sind 90 Eisenstelen angeordnet, auf denen verschiedene Pflanzen in Töpfen wachsen, zum Beispiel Rosen neben Brennnesseln oder Heilkräuter neben giftigen Pflanzen. Dadurch sollen verschiedene Kulturen, Religionen, soziale Milieus und Nationen symbolisiert werden.
Eine Tafel erläutert:

„1933 - auf der grauen Betonfläche mahnt eine kühle Zahl jene, die heute Recht sprechen:

Die deutsche Justiz war willfähriges Instrument der nationalsozialistischen Diktatur. Richter und Staatsanwälte vollstreckten vom Rassenwahn geprägte Gesetze gegen Juden Polen, Russen und andere Gruppen. Fast alle beschwiegen das Unrecht, Widerstand leisteten nur wenige.
Hamburg heute - hier leben die Menschen, die bei den umliegenden Gerichten Recht suchen. Davor Eisenstelen mit Pflanzen, einheimische und fremde, heilende und giftige, dornige und mimosenhafte. Sie stehen da für die Hamburger Bevölkerung. In ihrer Vielfalt haben alle Anspruch auf Pflege so wie die Menschen den Anspruch auf Gleichheit vor dem Recht. Hier + Jetzt: Ein Ort der Rechenschaft und ein Ort der Verantwortung für das Vielfältige, jeden Augenblick neue Geschehen.
Gloria Friedmann hat dieses Mahnmal im Auftrag der Justiz Hamburgs geschaffen (Oktober 1997).“

## Strafjustizgebäude

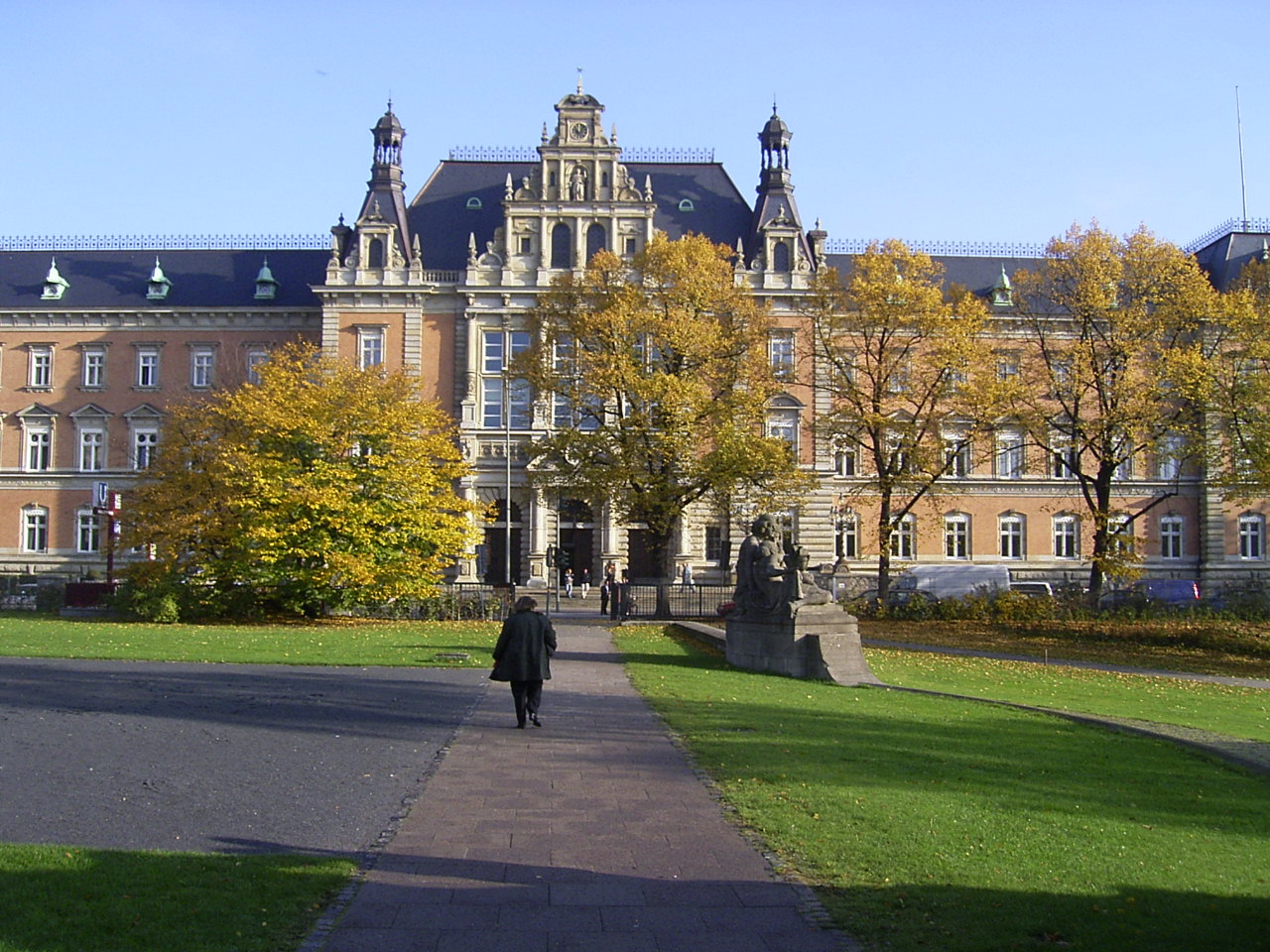
Strafjustizgebäude

Das Gebäude für die Strafgerichtsbarkeit, Sievekingplatz 3, wurde 1879–1882 nach Entwurf von Hans Zimmermann errichtet, auf den neben der Ausführung von Straf- und Ziviljustizgebäude auch die städtebauliche Planung des Justizforums zurückgeht. Die palastähnliche Anlage im Stil der Neorenaissance nimmt speziell Formen der sogenannten „deutschen Renaissance“ auf. Der ursprünglich dreiflügelige Bau wurde in zwei Bauabschnitten (Nordostflügel 1895–1896) nach Osten zu einem vollen Rechteck (1911–1914) erweitert. Es dient, ebenso wie das Ziviljustizgebäude, dem Hamburger Landgericht und dem Amtsgericht. Das Haus ist zudem mit der nördlich dahinter liegenden Untersuchungshaftanstalt Hamburg verbunden.

## Ziviljustizgebäude

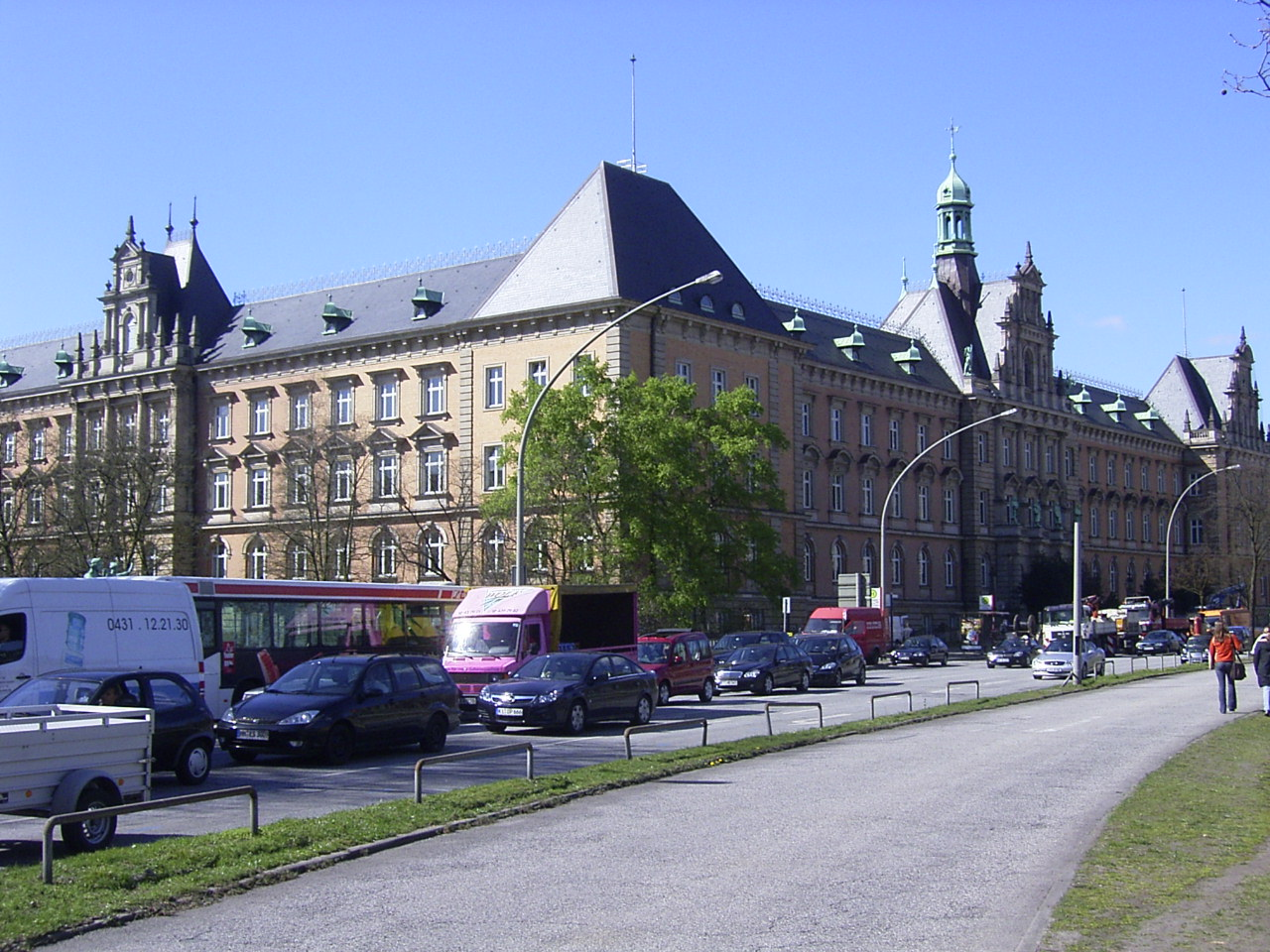
Ziviljustizgebäude

Das Gebäude für die Zivilgerichtsbarkeit am Sievekingplatz 1 wurde 1898–1903 ebenfalls von Hans Zimmermann als Pendant zum gegenüberliegenden Strafjustizgebäude errichtet. Die Bronzefiguren über dem Eingangsportal zeigen bedeutende Hamburger Juristen, so Vincent Moller (1560–1621), der von 1599 bis 1621 Hamburger Bürgermeister war, den Ratsherrn Matthäus Schlüter (1648–1719), Georg Arnold Heise (1778–1851), dem ersten Präsidenten des Oberappellationsgericht der vier Freien Städte in Lübeck, dem Vorgänger des Hanseatischen Oberlandesgerichtes und Hermann Baumeister (1806–1877), dem Präsidenten des Obergerichts und der Hamburgischen Bürgerschaft.
Spätestens in den 1920er Jahren erwies sich das Gebäude als zu klein, auch seine inzwischen reichlich altmodische Gasbeleuchtung wurde bemängelt. Während einige Abteilungen 1927 an die Drehbahn (Justizbehörde) verlagert wurden, entstand unter Verkleinerung der Parkanlage zwischen 1928 und 1930 der südlich abgerückte halbrunde Erweiterungsbau (u. a. für das Grundbuchamt) mit seinen Klinkerfassaden nach Entwurf von Oberbaudirektor Fritz Schumacher in Zusammenarbeit mit Baudirektor Christoph Ranck. Die darin entstandene Grundbuchhalle, eine Treppenhalle in Stahlbeton mit Glasoberlicht, wurde mit farbigen keramischen Brüstungen und einem fünf Meter hohen Figurenbrunnen von Richard Kuöhl ausgestattet und wird heute für verschiedene Veranstaltungen genutzt. Das Gebäude beherbergt heute nach wie vor Teile des Landgerichts und des Amtsgerichts Hamburg.

## Figurengruppen

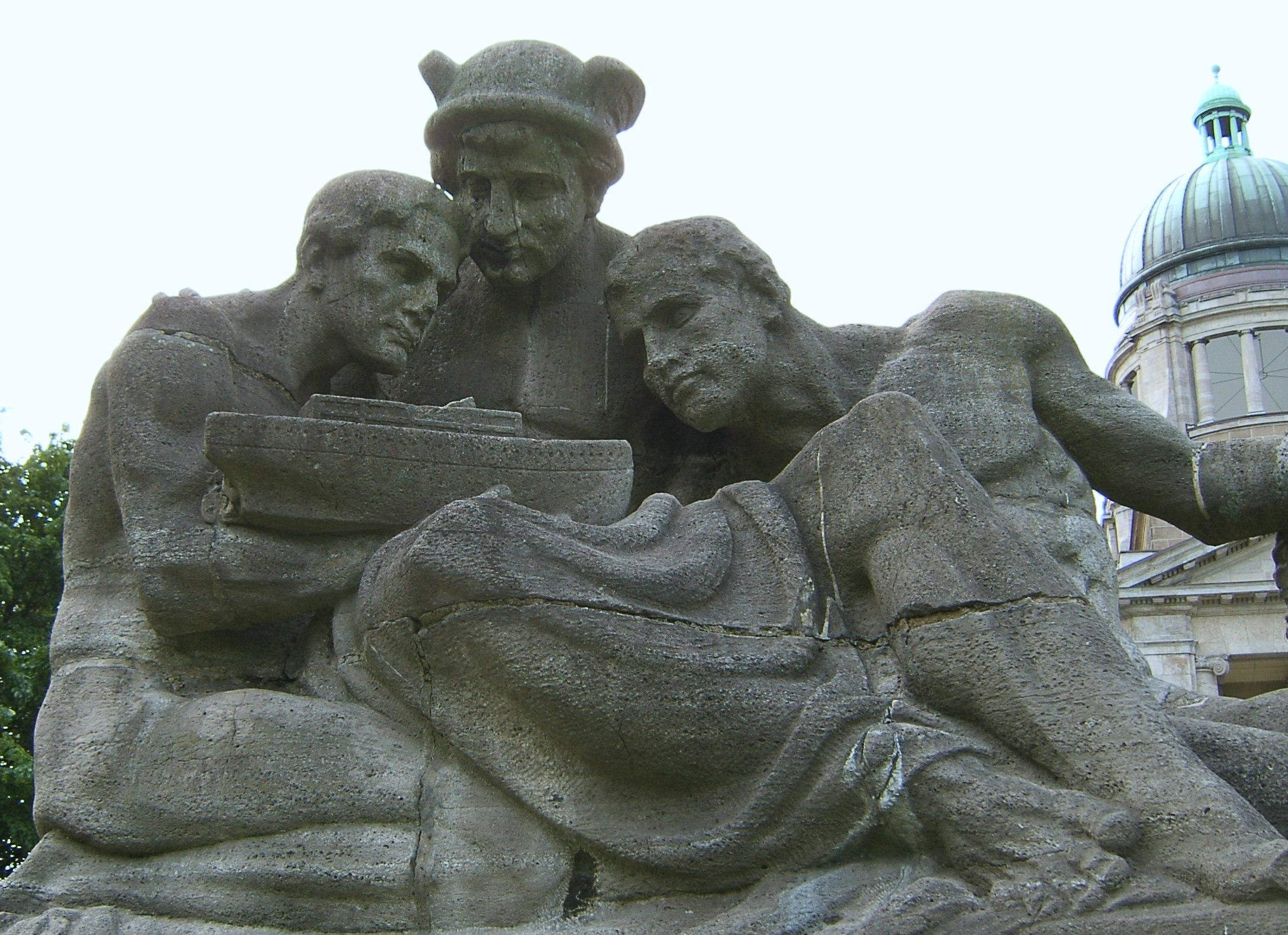
Figurengruppe Technik, Handel und Industrie von Arthur Bock

Von der 1912 geschaffenen Brunnenanlage auf dem Sievekingplatz mit zwei Figurengruppen an der Kopfseite eines großen U-förmigen Wasserbassins sind heute nur noch die Figuren von Bildhauer Arthur Bock erhalten. Die Anlage wurde im Rahmen der Umgestaltung des Grünzugs der ehemaligen Hamburger Wallanlagen (Teil des Parkes Planten un Blomen) für die Internationale Gartenbauausstellung 1963 aufgelöst.
In den Wallanlagen vor der Ostfassade des Ziviljustizgebäudes wurden 1930 auch einige Elemente des Hamburger Kaiser-Wilhelm-I.-Denkmals neu aufgestellt, das 1903 auf dem Rathausmarkt enthüllt worden war und ein Jahrzehnt nach dem Ende der Monarchie und wegen des stark gestiegenen Straßenverkehrs dort störend wirkte. Wie das Gebäude wurde auch das Denkmal im Zweiten Weltkrieg beschädigt und zur IGA 1963 abgebaut. Das Reiterstandbild versetzte man an den nahen Holstenwall; die dazugehörigen Figurengruppen wurden 1985 verstreut am Sievekingplatz aufgestellt, bevor sie 1997 wieder um den Kaiser gruppiert wurden.